# コエルロサウラヴス
コエルロサウラヴス (Coelurosauravus) は基底的双弓類爬虫類の属の一つ。ウェイゲルティサウルス科の近縁種と同じく、この属の構成種は胴体の縁にそって長い棒状の骨化組織を持っていた。この骨質の棒は肋骨の伸長部ではなく、この動物の皮膚に由来する新しく発展してきた骨であり、この属とこの属に系統的に近い者のみに特有な特徴である。この構造は生存時には皮膚で覆われ翼状の面を構成し、これを用いてコエルロサウラヴスは滑空できたと考えられている。

## 分類
コエルロサウラヴスは本来唯一の種であるC. elivensisのみが知られており、その種はマダガスカルのSakamena累層産の化石を基に1926年に命名されたものである。ウェイゲルティサウルス科の他の多くの属は、コエルロサウラヴス属の発見以来この属にまとめられてきた。最も注目すべきはウェイゲルティサウルス(Weigeltisaurus jaekeli)であり、元は1930年にドイツで記載されたものである。現在ヨーロッパの種はドイツで発見された多量の標本（一つはイギリスから）により知られており、その中のいくつかは非常に保存状態がよい。1987年にウェイゲルティサウルスはコエルロサウラヴスのシノニムとされ、コエルロサウラヴスの第2の種Coelurosauravus jaekeliとなった。しかしながら2015年の研究において、ウェイゲルティサウルス属はコエルロサウラヴス属とは異なる属として復帰した。

## 形態
コエルロサウラヴス標本は平均体長が40センチメートルほどである。胴体は長く扁平で滑空に適している。頭骨はトカゲ型で、尖った口先と外観上は角竜類の後頭部に似たギザギザの縁取りを持つ広がった後頭部を持っていた。

## 標本
Daedalosaurus madagascariensis Carroll, 1978 はマダガスカルのモロンダバ盆地 (Morondava Basin) のSakamena累層（ペルム紀後期）産標本を基にしているが、コエルロサウラヴスの模式種であるCoelurosauravus elivensis のシノニムだとされている。Gracilisaurus ottoi と Weigeltisaurus jaekeli は両者ともドイツ北東部にあるペルム紀後期の Kupferschiefer 部層（Werra 累層）から産出しているが、これらもまた1987年にコエルロサウラヴスのシノニムであるとされた。Weigeltisaurus jaekeli はコエルロサウラヴス属の別の種とされCoelurosauravus jaekeli となったが、2015年のBulanov & Sennikovによる2つの研究によってコエルロサウラヴスの物だとされている頭骨標本が再評価され、Weigeltisaurus jaekeli は有効な属名として復帰した。

### Coelurosauravus elivensis
マダガスカルのSakamena累層から産出。
- IP 1908-11-21a : C. elivensis の模式標本(Piveteau, 1926)。保存のよくない頭骨と部分的な骨格。
- IP 1908-11-22a : 頭骨の破片と骨格の前半部。カウンターパート (IP 1908-11-23a) が存在する。
- IP 1908-5-2 : Daedalosaurus madagascariensis の模式標本(Carroll, 1978)。頭骨の破片と滑空用構造を含む部分的骨格。カウンターパート (IP 1908-5-2b) 有り。

### Coelurosauravus (= Weigeltisaurus) jaekeli
ドイツのKupferschiefer 部層とイギリスのMarl Slateから産出。
- Griefswald specimen (SSWG 113/7) : Palaeochamaleo/Weigeltisaurus/Coelurosauravus jaekeli の模式標本(Weigelt, 1930)。保存の良い頭骨・脊椎・四肢・滑空用構造が含まれる部分的骨格。
- GM 1462 : Gracilisaurus ottoi の模式標本(Weigelt, 1930)。前肢・頸椎・頭骨の破片・滑空用構造を含む部分的骨格。
- Wolfsberg & Cornberg specimens : 個人蔵標本。Schaumbergによって記載された(1976)。
- Eppleton specimen (TWCMS B.5937 1&2) : よく保存された部分骨格で、胴体・後肢・尾の一部・全てがつながった状態の滑空用構造を含む。イギリス（タイン・アンド・ウィア州Hetton-le-Hole近郊のMarl Slate）から見つかった唯一の Coelurosauravus 標本である。最初の記載はネイチャー上で1979年にPettigrewによって発表された[6]。
- Bodental specimen : 個人蔵標本。Schaumbergによって記載された(1986)。
- Ellrich specimen (SMNK 2882 PAL) : 保存が良好で全身が繋がった状態の完全な骨格。サイエンス上にて1997年にFrey, Sues, & Munkによって記載された[7]。
- Mansfeld specimen : 個人蔵標本で、前肢・完全な頭骨・滑空用構造を含む部分骨格。Schaumberg, Unwin, & Brandtによって2007年に記載[8]。

## 大衆文化
コエルロサウラヴスはSFドラマの『プライミーバル』において大きく取り上げられた。後にレックスと名付けられるオスのコエルロサウラヴスが時空の亀裂を通って現代に現れ、彼をペルム紀に送り返そうとする試みはしたものの、結局シリーズを通したチームのマスコットとなった。コエルロサウラヴスはこのドラマの中では実際とは異なり、単なる滑空ではなく自力での飛行が可能であるように描かれており、また大きさも実際のサイズ(40cm)より大きくされていた。さらに劇中では頭部に折りたたみ可能なトサカが存在したが、これは完全に想像である。